# イザベル・プールナール
イザベル・プールナール（Isabelle Poulenard、1961年7月5日 - ）は、フランス・パリ出身のソプラノ歌手。フランスのバロック音楽を主たるレパートリーとし、古楽器奏者との共演に専念している。そのほかにバルバラ・ストロッツィやゲオルク・フリードリヒ・ヘンデル、ゲオルク・フィリップ・テレマン、ヨハン・ゼバスティアン・バッハの作品でも録音を残している。ビブラートの少ない、透明感あるリリック・ソプラノの声ゆえに、エマ・カークビーの声質と比較されるが、カークビーよりも鋭く、中性的ではない。